# Kurt Meßmer
Kurt Meßmer (* 14. April 1922 in Ludwigsburg; † 29. August 2012) war ein deutscher Jurist und Vorsitzender Richter am Bundesfinanzhof.

## Leben
Meßmer war nach der juristischen Ausbildung zunächst in der Finanzverwaltung Baden-Württembergs tätig und dann Richter am Finanzgericht Stuttgart. Als er 1970 zum Bundesrichter ernannt wurde, war er Vorsitzender Richter am Finanzgericht. Am Bundesfinanzhof gehörte er dem I. Senat an. Ab 1978 bis zu seinem Ruhestand 1989 leitete er diesen Senat.